# Zoë Straub
Zoë Straub (Viena, 1 de dezembro de 1996), mais conhecida como Zoë apenas, é cantora pop austríaca. Ficou conhecida internacionalmente ao representar o país no Festival Eurovisão da Canção 2016 (Eurovision) com a canção "Loin d'ici".

## Discografia
Álbuns
- 2016: Debut

Singles
| Título                 | Ano  | Posição | Posição | Álbum |
| Título                 | Ano  | AUT     | FRA     | Álbum |
| ---------------------- | ---- | ------- | ------- | ----- |
| "Quel filou"           | 2015 | 23      | —       | Debut |
| "Adieu"                | 2015 | —       | —       | Debut |
| "Je m'en fous"         | 2015 | —       | —       | Debut |
| "Mon cœur a trop aimé" | 2015 | 12      | —       | Debut |
| "Loin d'ici"           | 2016 | 13      | 99      | Debut |

## Ligações Externas
- Zoë no Last.fm
- Página oficial no Twitter